# Barcelos (Amazonas)
Barcelos es un municipio de Brasil situado en el estado de Amazonas. Tiene una población estimada, a fines de 2022, de 18 399 habitantes.
Tiene una superficie de 122.461,09 km².
En el municipio está el mayor archipiélago del mundo, llamado Mariuá, con cerca de 700 islas.
Es el municipio más grande del estado de Amazonas. Si Barcelos fuera un estado de Brasil, sería más grande que varios estados, como Pernambuco, Santa Catarina, Paraíba, Rio Grande do Norte, Espírito Santo y Río de Janeiro, entre otros.